# 모스크바 시간
| 하늘 | 서유럽 표준시 그리니치 평균시 (UTC±00:00)                                 |
| 파랑 | 서유럽 표준시 그리니치 평균시 (UTC±00:00) 서유럽 일광 절약 시간대 (UTC+1) |
| 분홍 | 서아프리카 표준시 (UTC+1)                                                 |
| 빨강 | 중앙유럽 표준시 (UTC+1) 중앙유럽 일광 절약 시간대 (UTC+2)                 |
| 노랑 | 동유럽 표준시 (UTC+2)                                                     |
| 금색 | 동유럽 표준시 (UTC+2) 동유럽 일광 절약 시간대 (UTC+3)                     |
| 옥색 | 극동유럽 표준시 (UTC+3)                                                   |

| USZ1 | ■ 칼리닌그라드 시간     | MSK-1 (UTC+02:00) |
| MSK  | ■ 모스크바 시간         | MSK (UTC+03:00)   |
| SMAT | ■ 사마라 시간           | MSK+1 (UTC+04:00) |
| YEKT | ■ 예카테린부르크 시간   | MSK+2 (UTC+05:00) |
| OMST | ■ 옴스크 시간           | MSK+3 (UTC+06:00) |
| KRAT | ■ 크라스노야르스크 시간 | MSK+4 (UTC+07:00) |
| IRKT | ■ 이르쿠츠크 시간       | MSK+5 (UTC+08:00) |
| YAKT | ■ 야쿠츠크 시간         | MSK+6 (UTC+09:00) |
| VLAT | ■ 블라디보스토크 시간   | MSK+7 (UTC+10:00) |
| MAGT | ■ 마가단 시간           | MSK+8 (UTC+11:00) |
| PETT | ■ 캄차카 시간           | MSK+9 (UTC+12:00) |

모스크바 시간(MSK)은 러시아의 두 번째 시간대로, 러시아 모스크바를 비롯한 서부 러시아에서 사용하는 시간대이다.
2014년 10월 26일부터 협정 세계시보다 3시간 빠른 시간대(UTC+3)를 사용하고 있다. 또한 해당 시점부터 2011년 3월 27일부터 운용해오던 하절기 시간 고정제를 폐지하고 동절기 시간 고정제를 시행하고 있다. 이에 따라 모스크바 시간과 한국 표준시는 6시간 차이가 난다.
현재 러시아 전역에서 기차, 선박 등의 일정에 기준 시간으로 사용하고 있다.(항공기 일정은 해당 지역 시간에 따른다.) 또한 전보 등에도 모스크바 시간으로 등록된다.

## 역사
2011년 3월 27일부터 일광 절약 시간제를 고정하여, 협정 세계시보다 4시간 빠른 시간대(UTC+4)를 사용했다.
일광 절약 시간제를 고정하기 전에는 협정 세계시(UTC)보다 3시간 빠른 시간대를 사용하였으며, 하절기에는 일광 절약 시간제를 적용하여 협정 세계시(UTC)보다 4시간 빠른 시간대를 사용하였다.

## 같이 보기
- 동아프리카 시간
- 러시아의 시간대